# Емил Јанингс
Емил Јанингс (23. јул 1884 — 2. јануар 1950), правим именом Теодор Фридрих Емил Јаненц, био је швајцарско-немачки глумац. Први је добитник Оскара за најбољег главног глумца. Оскара је добио 1928. године за улоге у филмовима Последња заповест и Пут свега живог. Остварио је значајније улоге и у филмовима Последњи човек и Фауст. Јанингс је за време Другог светског рата снимао филмове који су пропагирали нацизам и славили Хитлера.